# Colestyramin
Colestyramin ist ein Resorptionshemmer für Cholesterin. Es wird bei Hypercholesterinämie eingesetzt, entweder als einziger Wirkstoff oder zusammen mit einem Statin. Es wird als Diagnosemittel für chologene Diarrhö eingesetzt bzw. kommt bei der Behandlung derselben zum Einsatz, wenn es sich dabei um operative Folgen handelt.

## Chemische Eigenschaften
Colestyramin ist ein stark basischer Anionenaustauscher. Es ist aufgebaut aus Vinylbenzol-Monomeren (Styrol) und zu einem geringen Anteil (zwei Prozent) aus Divinylbenzol-Monomeren. Über die Divinylbenzol-Einheiten sind die Polymer-Ketten miteinander verbunden, sodass sich ein zweidimensionales Netzwerk ergibt. In diese Polymerstruktur sind quartäre Trimethylbenzylammoniumgruppen eingefügt, die in der Arzneiform als Chloridsalz vorliegen. Die durchschnittliche molare Masse eines Polymers beträgt 1·106 g·mol−1.

## Pharmakologie

### Pharmakokinetik
Colestyramin ist enzymatisch nicht zersetzbar. Es ist stark hydrophil, jedoch wasserunlöslich und ein sehr großes Makromolekül. Deshalb ist es durch den Darm nicht resorbierbar und unterliegt nicht dem Stoffwechsel.

### Pharmakodynamik
Colestyramin wirkt ausschließlich im Darm. Der Wirkstoff ist an Chlorid-Anionen gebunden, die gegen Gallensäuren ausgetauscht werden. Colestyramin besitzt im Gastrointestinaltrakt eine hohe Affinität zu Gallensäuren. Die Verbindung aus Colestyramin und den Gallensäuren kann im Darm dadurch kaum mehr aufgelöst werden. Da die Colestyramin-Polymere sehr viele Gallensäure-Moleküle binden und das Makromolekül noch größer wird, kann das Colestyramin-Gallensäuren-Molekül nicht wieder resorbiert werden und wird durch die Fäzes ausgeschieden.
Durch die Einnahme von Colestyramin wird dem Körper laufend Gallensäure entzogen, da normalerweise die durch den Gallengang in den Darm ausgeschiedenen Gallensäuren später im hinteren Dünndarm zum größten Teil wieder aufgenommen werden. Über diesen enterohepatischen Kreislauf werden die Gallensäuren zur Leber zurücktransportiert. Wenn die Leber keine Gallensäuren aus dem Darm zurückerhält, beginnt sie mit der Gallensäuren-Neuproduktion durch Heraufregulierung des Enzyms Cholesterin-7α-Hydroxylase (CYP7A1). Dadurch stellt die Leber vermehrt Gallensäuren her und verbraucht somit mehr Cholesterin, da Cholesterin der einzige Vorläufer der Gallensäuren ist.

## Darreichungsform
Colestyramin-haltige Arzneimittel sind als Granulate, Pulver und Kautabletten im Handel. Ihre Einnahme erfolgt peroral mit reichlich Wasser.

## Anwendungsgebiete
Colestyramin wird angewendet zur adjuvanten Therapie zur Senkung erhöhter LDL-Cholesterin-Blutwerte. Der Einsatz erfolgt sowohl diätbegleitend als Monotherapie als auch in Kombination mit einem HMG-CoA-Reduktase-Inhibitor (Statin). Auch bei chologenen Diarrhoen (Durchfall durch zu viel Gallensäuren im Darm) und außerdem bei Juckreiz und Ikterus durch teilweisen Gallengangverschluss wird Colestyramin therapeutisch eingesetzt. Ein weiteres Anwendungsgebiet ist die Unterbrechung des enterohepatischen Kreislaufs bei Medikamentenintoxikation. Durch Cholestyramin-Gabe können dabei dem enterohepatischen Kreislauf unterliegende Medikamente wie z. B. Digitoxin effektiver eliminiert werden.

## Gegenanzeigen
Colestyramin darf nicht eingenommen werden, wenn eine Überempfindlichkeit gegenüber dem Wirkstoff besteht, bei Darmverschluss oder Gallengang-Verlegung. Da Colestyramin die Aufnahme fettlöslicher Vitamine (A, D, E, K) vermindern kann, wird die Anwendung während einer Schwangerschaft sehr sorgfältig durch den behandelten Arzt abgewogen und überwacht, falls keine sichere Alternative zur Cholesterinspiegel-Senkung existiert und die Cholesterinwerte einer Senkung dringend bedürfen.

## Interaktionen

### Interaktionen durch zeitlich zu nahe Einnahme
Die anionenaustauschenden Eigenschaften des Colestyramins sorgen für eine außerordentlich große Vielfalt an Wechselwirkungen, sowohl Resorptionsverminderungen als auch Resorptionsverzögerungen sind nicht ungewöhnlich bei gleichzeitig peroral verabreichten Medikamenten. Generell wird dringend geraten, andere Arzneimittel mindestens eine Stunde vor der Colestyramin-Einnahme oder mindestens vier Stunden nach der Colestyramin-Verabreichung einzunehmen. Als besonders gefährdet für eine Wechselwirkung mit Colestyramin gelten u. a. Phenylbutazon (Antirheumatikum), Hydrochlorothiazid (harntreibende Arznei), die Antibiotika Tetracyclin und Penicillin G, weiterhin Phenobarbital (gegen Epilepsie) und Schilddrüsenmedikamente.

### Interaktionen durch Teilnahme am enterohepatischen Kreislauf
Arzneistoffe, die dem enterohepatischen Kreislauf unterliegen, sind auch bei zeitlich versetzter Einnahme in ihrer Pharmakokinetik durch Colestyramin beeinflussbar, sofern sie eine nennenswerte Affinität zu Colestyramin aufweisen. Die Blutspiegel dieser Arzneistoffe sind dann verringert. In umgekehrter Weise kann das plötzliche Absetzen des Colestyramins dazu führen, dass die Plasmaspiegelkonzentration von Arzneistoffen auf ein toxisches Maß ansteigen, falls die Dosis auf die Colestyramin-bedingten Verluste angepasst worden war. Deshalb sollte die Colestyramin-Dosis nie ohne die Rücksprache mit dem behandelnden Arzt verändert werden.

### Interaktionen mit gerinnungshemmenden Arzneimitteln
Patienten, die Colestyramin einnehmen und mit blutgerinnungshemmenden Antikoagulantien (z. B. Warfarin oder Phenprocoumon) behandelt werden, bedürfen einer noch engmaschigeren Überwachung der Blutgerinnungswerte. Gallensäurebindende Arzneimittel verringern die Aufnahme von Vitamin K, was die Blutungsgefahr vergrößert, weil weniger Gerinnungsfaktoren hergestellt werden, sobald weniger Vitamin K aus der Nahrung aufgenommen wird. Auch die gerinnungshemmende Wirkung von Antikoagulantien wird durch Colestyramin beeinträchtigt.

### Als besonders bedeutsam eingeschätzte Interaktionen
- Besonders zu beachten ist die mögliche Wechselwirkung von Colestyramin mit oralen Antikoagulantien (s. o.), da eine zu starke Antikoagulation zu Blutungsneigung führt, während eine zu schwache Antikoagulation zur Thrombose führen kann.
- Digitoxin, ein Herzglykosid zur Behandlung der Herzinsuffizienz, wird, sobald es auf Colestyramin trifft, durch seine Teilnahme am enterohepatischen Kreislauf in seinem Plasmaspiegel vermindert, woraus eine zu geringe Wirkung resultieren kann. Ist der Patient auf eine erhöhte Dosis (zum Ausgleich der Colestyramin-bedingten Verluste) eingestellt, kann ein plötzliches Absetzen des Colestyramins zu einer lebensgefährlichen Vergiftung mit Digitoxin führen.
- Colestyramin kann den Plasmaspiegel von Östrogenen verringern, da es diese dem enterohepatischen Kreislauf entzieht. Falls Östrogene bei Frauen zur Empfängnisverhütung eingenommen werden, kann es zu einer verminderten kontrazeptiven (empfängnisverhütenden) Wirkung der Antibabypille kommen, mit der möglichen Folge einer ungeplanten Schwangerschaft.
- Colestyramin kann einen Mangel an fettlöslichen Vitaminen (A, D, E, K) auslösen, falls die Patienten für einen solchen Mangel ohnehin anfällig sind.[5]
- Colestyramin kann die Aufnahme von Schilddrüsenhormonen stark negativ beeinflussen. Bei der Einnahme sollte am besten 4 Stunden Abstand zwischen den Schilddrüsenhormoneinnahme und Colestyramineinnahme eingehalten werden. Außerdem unterliegen Thyroxin und Trijodthyronin dem enterohepatischen Kreislauf. D.h. der Plasmaspiegel von Thyroxin wird durch Colestyramin reduziert was eine (teils deutliche) Dosissteigerung in der Regel notwendig macht. (Zu den genauen Auswirkungen bzgl. Trijodthyronin gibt es leider keine klaren Quellen.)

## Nebenwirkungen
Sehr häufig führt die Einnahme von Colestyramin zur Verstopfung. Häufig treten auch Übelkeit, Völlegefühl, Sodbrennen, Verdauungsstörungen, Brechreiz, Blähungen und Durchfälle auf, gelegentlich führt der Brechreiz auch zu Erbrechen. Sehr selten wurde die Verstärkung eines bereits bestehenden Fettstuhls, die verminderte Aufnahme fettlöslicher Vitamine (A, D, E, K) und eine verringerte Serumkonzentration an Folsäure beobachtet. In Einzelfällen (ohne Angabe der Häufigkeit) wurde ein Anstieg bestimmter Leberwerte (Transaminasen), eine spezielle Stoffwechselstörung bei chronisch niereninsuffizienten Patienten sowie Hautreizungen, Hautrötungen und allergische Reaktionen berichtet.

## Handelsnamen
Monopräparate
Ipocol (CH), Lipocol (D), Quantalan (D, A, CH), Vasosan (D), diverse Generika (D)